# The Neverhood
The Neverhood ist ein Computerspiel, das 1996 von Doug TenNapel hergestellt und von DreamWorks Interactive veröffentlicht wurde. Die gesamte Spielwelt wurde aus drei Tonnen Knete hergestellt. Wie bei der Produktion eines Trickfilms mit Knete mussten für Animationen sämtliche Bilder einzeln fotografiert und zusammengefügt werden.
Wegen der Musik von Terry Scott Taylor, der originellen Animationen und Charaktere und des skurrilen Humors hat das Spiel heute noch eine relativ große Anhängerschaft, obwohl es über Jahre vergriffen war. Nach wie vor gibt es viele aktive von Fans gestaltete Fan-Websites, auch der Soundtrack verkaufte sich gut.
Erfahrene Adventure-Spieler kritisieren an The Neverhood oftmals, dass die Rätsel in keinem Verhältnis zur Handlung stehen und bloß aus wenig originellen logischen Rätseln bestehen (z. B. Schiebepuzzles). Fans des Spiels halten dem entgegen, dass Atmosphäre und liebevolle Ausarbeitung der Spielwelt der wichtigste Teil des Spiels und die Rätsel eher nebensächlich seien. So gibt es einen 38 Bildschirme umfassenden Raum, auf dem der komplette Hintergrund der Neverhood niedergeschrieben ist. Im Hauptmenü dieses Spiels kann man sich diverse Produktionsvorgänge anschauen mit originalen Kommentaren der Entwickler.
Ein Nachfolger namens Skullmonkeys wurde 1998 für die Playstation veröffentlicht. Im Jahre 2015 wurde als ein weiterer Nachfolger Armikrog veröffentlicht.
Da offizieller Support für das Spiel seit Jahren nicht mehr existiert, z. B. Updates für moderne Betriebssysteme, begann 2013 eine Fangruppe Kompatibilitätsfixe im Neverhood Restoration Project zu erstellen.